# Turtle (sintaxi)
Turtle (sintaxi) (també conegut com a Llenguatge Concís de Tripletes RDF o Terse RDF Triple Language en anglès) és un format o una sintaxi textual que permet serialitzar RDF, similar a SPARQL. RDF, al seu torn, representa la informació d'ús de "tripletes", cadascuna de les quals consta d'un subjecte, un predicat, i un objecte. Cada un d'aquests elements es pot expressar com un URI (Identificador uniforme de recursos).
Turtle permet a un graf RDF poder ser escrit completament en un formulari de text compacte i natural, amb les abreviatures per als patrons i tipus de dades d'ús comú. Turtle ofereix nivells de compatibilitat amb el format N-Triples, així com la sintaxi de patró triple de la Recomanació SPARQL del W3C.